# Tuvinians
Els tuvans o tuvinians (tuvinià: Тывалар, Tyvalar; mongol: Tuva Uriankhai) són un poble túrquic que habita el sud de Sibèria, sobretot a l'actual República de Tuvà. Històricament, es coneixien sota el nom d'Uriankhai, per la seva designació en mongol. Antigament també havien rebut la denominació de soions o soiots.
El tuvans parlen un idioma túrquic, el tuvinià i la seva història recent els arrela amb els pobles mongols, túrquics i samoiedes. A la República de Tuvà, els tuvinians representen, amb més de 200.000 persones, la majoria de la població (64,1% el 1989).
Els tuvans, històricament, han estat nòmades i ramaders de diversos animals, incloent-hi cabres, ovelles, iacs, rens i camells. Tradicionalment vivien en tendes iurta. Es dividien en nou regions anomenades: Khoshuun, Tozhu, Salchak, Oyunnar, Khemchik, Khaasuut, Shalyk, Nibazy, Daavan & Choodu, i Beezi.

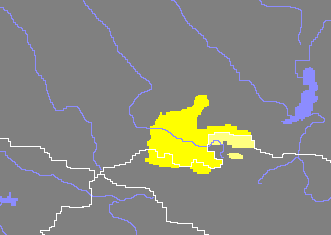
Assentament actual dels tuvans a Rússia, prop de Mongòlia